# Noite na Taverna
Noite na Taverna é uma antologia de contos do autor ultrarromântico brasileiro Álvares de Azevedo sob o pseudônimo Job Stern. Foi publicada postumamente, em 1855; três anos após a morte de Azevedo. O livro é estruturado como uma narrativa moldura contendo cinco contos (e também um prólogo e um epílogo, totalizando assim sete capítulos) narrados por um grupo de cinco rapazes se abrigando em uma taverna. É um dos mais populares e influentes trabalhos da ficção gótica na literatura brasileira.
Diz-se que o livro foi fortemente inspirado pela obra de 1790 Noches lúgubres, do espanhol José Cadalso.
Tendo em vista que uma das tendências típicas da obra de Álvares de Azevedo é a retomada da tradição literária mundial, Noite na Taverna, ao decretar o fim do passado idílico e, no mesmo passo, direcionar sua narrativa para uma retomada da tradição ocidental, procura contrapor-se aos indianistas, que privilegiaram a invenção retroativa da nacionalidade no passado da cultura indígena, pressupondo, com isso, a fundação de uma tradição que já estaria em germe desde então.

## Enredo

### Capítulo 1: "Uma Noite do Século"
O primeiro capítulo do livro introduz o cenário no qual se passa – uma taverna num lugar não divulgado repleta de prostitutas, bêbados e libertinos. Em uma mesa nas cercanias, influenciados pelo álcool, um grupo de amigos – Solfieri, Bertram, Gennaro, Claudius Hermann, Archibald, Arnold e Johann – decide dividir entre si certos acontecimentos de suas vidas. Falam das noites passadas em embriaguez e pura orgia. Solfieri os questiona a respeito da imortalidade da alma, e parece não crer nela. Por isso, um deles o censura pelo materialismo. Solfieri acredita na libertinagem, na bebida e na mulher sobre o colo do amado. Os homens só se voltam para Deus quando estão próximos da morte. Deus é, pois, a “utopia do bem absoluto”. 
As primeiras páginas deixam antever o clima da geração do mal do século, a irreverência incontida, a tendência às divagações literário-filosóficas, a vivência sôfrega e, principalmente, a morbidez e a lascívia. Os cinco contos possuem em comum aspectos como amores não-correspondidos, canibalismo, assassinatos, violência sexual, alcoolismo, entre outros.[carece de fontes?]

### Capítulo 2: "Solfieri"
Quando em Roma, numa noite chuvosa, Solfieri avista um vulto chorando em uma janela. Percebe então que é uma bela mulher. Ela deixa a casa e Solfieri resolve segui-la, e acabam chegando a um cemitério. Lá, a mulher chora ajoelhada perante uma lápide, e Solfieri adormece a observando de longe.
Um ano depois, Solfieri, perambulando pelas ruas de Roma após participar de uma orgia, acaba indo parar inadvertidamente numa capela próxima ao cemitério. Ele avista um caixão iluminado e entreaberto, então vê lá dentro a mulher do cemitério que conhecera um ano antes (agora pensava que era defunta). Com ela teve relações no local, e após perceber que ela continuava viva (mas num estado cataléptico), ele coloca sua capa sobre a moça e foge com ela. Encontra com o coveiro e depois com a patrulha, que o considera um ladrão de cadáveres. Justifica-se, apresentando a esposa desfalecida. Chegando em sua casa, a mulher morre dois dias depois, de uma febre muito alta. Solfieri a enterra sob o assoalho de seu quarto e encomenda a um escultor uma estátua no formato da mulher.
Os amigos, surpresos com a história, desejam saber se se tratava de um conto, mas ele jura por todo o mal existente que não. Como prova, mostra sob a camisa a grinalda de flores mirradas, pertencente à moça.

### Capítulo 3: "Bertram"
Bertram, um dinamarquês ruivo, de olhos verdes, conta a história de seu malfadado amor por uma espanhola de Cádis, de nome Angela. Em meio ao seu romance, o pai doente de Bertram, que mora na Dinamarca, chama por ele. Ele vai, retornando dois anos depois. Durante o tempo em que estava longe, porém, Angela casou-se com outro homem, tendo com ele um filho. Apesar disto, Bertram tenta manter seu caso com ela, mas seu marido descobre tudo. Antes que algo aconteça, ela mata a ele e a seu filho, fugindo com Bertram.
Um dia, sem maiores explicações, ela o deixa. Bertram cai em desespero tentando esquecê-la; sucumbindo ao pesar, desmaia no meio de uma rua e é atropelado por uma carruagem. Os passageiros da carruagem, um velho e sua filha de 18 anos, o acodem e o levam à sua mansão para que possa se recuperar. Bertram se apaixona pela moça e ambos fogem juntos, mas logo viria a se entediar dela e a vender a um pirata num jogo de cartas. (Muito mais tarde, ele veio a descobrir que a moça envenenou o pirata e se atirou ao mar.)
Tendo se mudado para a Itália, Bertram decide se matar lá, mas quando está prestes a fazê-lo é salvo por um marinheiro (a quem mata sem querer). Bertram passa algum tempo num escaler de marinheiros até chegar a uma corveta, onde se apaixona pela esposa do capitão, sendo correspondido.
No meio deste caso, o navio é atacado por piratas e é perdido, mas não sem fazer o outro afundar também. O capitão, sua esposa, Bertram e dois outros marinheiros sem nome conseguem se salvar em um bote. Algum tempo depois, sem água ou comida, e com os outros dois marinheiros já tendo sido levados pelo mar, os três apostam para ver quem deverá ser morto e servir de comida para os outros. O escolhido é o capitão, mas este não aceita seu destino e luta por sua vida. Ele perde a luta, e Bertram e a mulher são obrigados a comê-lo devido à falta de comida, mantendo-se por dois dias.
Ambos já enfraquecidos pela fome, a mulher pede a Bertram um último momento de amor antes de sua morte. Com medo de morrer, Bertram a estrangula e passa a viver em completa solidão até ser encontrado por um brigue inglês que o resgata.

### Capítulo 4: "Gennaro"
O pintor Gennaro relembra de quando era o jovem aprendiz do famoso Godofredo Walsh. Walsh tinha uma jovem e bela esposa de nome Nauza (a quem Gennaro amava) e uma jovem e bela filha de nome Laura (que amava Gennaro). Um dia, Gennaro desperta e encontra Laura em sua cama, perdendo a cabeça diante da estonteante beleza da virgem. A cena se repete ao longo de 3 meses, quando a menina lhe diz que deve pedi-la em casamento, porque espera um filho, mas ele a rejeita. Desgostosa, ela gradualmente cai em depressão e adoece.
O velho pintor, não sabendo de nada, visita o quarto de sua filha toda noite e, por causa disto, Gennaro passa a dormir com sua esposa. Uma noite, Gennaro é chamado, porque Laura está morrendo e murmura seu nome. O moço aproxima-se e, ela, sussurrando-lhe ao ouvido o perdão, diz que matou o filho e dá o último suspiro.  O velho passa o ano endoidecido, chora todas as noites no quarto da morta, arfando ou afogando-se em soluços.
Certa noite, o velho o arranca da cama e o leva até o dormitório de Laura. Levanta o lençol que cobre um painel, descortinando a imagem moribunda de Laura, que murmura algo no ouvido do cadavérico Gennaro. Assim, o pintor é capaz de fazer Gennaro confessar tudo. Dias depois, Walsh convida Gennaro para um passeio fora da cidade. Após contornar um despenhadeiro, pede ao rapaz para esperá-lo, dirigindo-se a uma cabana de onde sai uma mulher. Depois, junta-se a Gennaro e ao chegar à beira de um penhasco, descreve a traição, envolvendo a filha e a esposa. Pede ao rapaz para jogar-se precipício abaixo. Gennaro assim o faz, mas, após uma noite de delírios, acorda salvo por camponeses, em uma cabana.
Gennaro decide voltar à casa do pintor, inicialmente para implorar perdão, mas depois muda de ideia e decide se vingar dele assassinando-o. Porém, ao chegar lá, encontra Nauza e Godofredo envenenados e apodrecidos, talvez, com o veneno obtido com a mulher da cabana.

### Capítulo 5: "Claudius Hermann"
Claudius Hermann, um assíduo apostador, após preâmbulos em que discursa com os amigos de orgia acerca de diversos temas, expõe sua história, onde narra suas loucuras e orgias e de como desperdiçou uma fortuna no turfe, em Londres, onde avista uma bela amazona, a duquesa Eleonora, esposa do duque Maffio, numa corrida de cavalos e se apaixona por ela à primeira vista. Antes de prosseguir com a história, Bertram indaga sobre a poesia, descrita como um punhado de sons e palavras vãs, enquanto Claudius a considera um prazer extremado, o que há de belo na natureza. Os colegas os interrompem, pedindo ao narrador que retome a história.
No dia em que avista a bela duquesa, Hermann dobra sua fortuna e, no dia seguinte, no teatro, a vê, mais uma vez. Ao longo de 6 meses, encontra a senhora em bailes e teatros. Até que certa noite, ele é capaz de subornar um dos lacaios da duquesa para obter permissão para adentrar sua casa por uma hora, e também obtém uma cópia da chave do quarto dela. Entra, sorrateiramente, quando ela já está adormecida e coloca-lhe nos lábios narcótico. Aguarda que durma profundamente e, então, a possui, repetindo o fato, durante muitas noites.
Um dia, porém, o duque Maffio também bebe um pouco do sonífero sem saber. Desesperado e com medo de ser pego, Claudius pensa em matá-lo, mas muda de ideia quando ele vai embora. Hermann sequestra a duquesa enquanto ainda está adormecida. Chegando em uma estalagem, ela acorda, e Claudius conta tudo a ela, forçando-a a ficar com ele. O narrador interrompe a narrativa, retira um papel do bolso, mostrando o verso aos colegas. Conta que Eleonora lhe respondeu que ficava, mas caiu desmaiada. Dito isso, o rapaz tomba por sobre a mesa, calando-se. 
Ouvem a gargalhada do louro Arnold que, despertando, dá continuidade ao relato, dizendo que alguns dias depois, Claudius, ao voltar para casa, encontrou no leito ensanguentado um doido abraçado a um cadáver; eram a duquesa e seu marido.

### Capítulo 6: "Johann"
A história de Johann se inicia numa taverna diferente, situada em Paris. Ele estava jogando uma partida de bilhar contra um rapaz louro de nome Arthur. Johann estava perdendo o jogo, enquanto Arthur precisava marcar só mais um ponto para vencer. Quando é a vez de Johann de jogar, Arthur esbarra na mesa (acidentalmente ou não), desviando a bola de Johann e fazendo-o perder o jogo. Furioso, ele desafia Arthur a um duelo, e este o aceita. Eles param em um hotel para pegar as armas, e lá o rapaz louro escreve duas cartas. Eles então seguem a uma rua deserta e mal-iluminada, e escolhem suas armas – mas apenas uma está carregada.
Eles atiram. É então revelado que a arma carregada estava com Johann, e Arthur, antes de supostamente morrer, entrega a ele as cartas que escreveu. A primeira está endereçada à sua mãe, e a segunda à sua namorada; ele também dá a Johann o endereço dela e um anel de noivado. Fingindo ser Arthur, Johann decide roubar sua namorada.
No dia seguinte após terem dormido juntos, Johann é atacado por um homem misterioso. Depois de uma breve luta, ele mata o homem. Porém, após um exame mais minucioso, ele descobre que o homem que matou era seu próprio irmão, e a namorada de Arthur com quem havia dormido, sua irmã.

### Capítulo 7: "Último Beijo de Amor"
No último capítulo do livro se passaram cinco anos desde que Giorgia foi desonrada e que os amantes (Giorgia e Arthur) se viram pela última vez. A orgia se acaba, e todos estão dormindo. Um misterioso elemento encapuzado adentra a taverna e mata Johann, e então segue em direção a um homem chamado Arnold.
A figura encapuzada revela-se ser Giorgia, a irmã de Johann, e Arnold é na verdade Arthur (que foi salvo por um passante após o duelo e acordou num hospital pensando que tudo era um sonho) sob uma identidade falsa. Giorgia revela a Arthur que queria se vingar de Johann, e tendo-o feito, a honra que Johann roubou dela quando dormiram juntos, passados cinco anos, é finalmente restaurada...
Após trocarem algumas palavras de amor e um beijo, ambos resolvem se matar e a luz da taverna se apaga.

## Adaptações
Uma adaptação em forma de graphic novel, ilustrada por Walmir Amaral, foi publicada pela Editora Ática em 2011.
Um curta-metragem independente baseado na obra teve uma estreia limitada por festivais de cinema ao redor do Brasil em 6 de março de 2014. Dirigido e escrito por Yghor Boy, tem em seu elenco Renato Basilla como Solfieri, Renan Bleastè como Bertram, Hélcio Henriques como Gennaro, Raul Figueiredo como Claudius Hermann, Sérgio Siveiro como Johann, Ricardo Merini como Arnold/Arthur e Mayara Constantino como Giorgia. Interligando cada um dos contos estão vislumbres da vida acadêmica do próprio Álvares de Azevedo, interpretado por Victor Mendes.
O filme ganhou o Prêmio ABC de Cinematografia, na categoria Melhor Direção de Fotografia para Filme Estudantil, em maio de 2019.